# Ратан
 Тази статия е за растението.  За рибата вижте ратан (риба).  
Ратанът е естествен материал за тъкане, произхождащ от Югоизточна Азия. Включва приблизително 600 вида увивни палми от Стария свят, принадлежащи към подсемейство Calamoideae.
Дължината на стъблата на растението може да надхвърли 300 метра. Повечето видове ратан имат много гъвкава структура, въпреки че има видове, които приличат на изправени стъбла с височина 5 – 8 метра. Някои от най-известните изправени ратанови растения са дървесен ратан (Calamus arborescens) и изправен ратан (Calamus erecta).

## Приложение

### Мебели
Ратановата дървесина има трислойна структура и се състои от много здрава кора, по-мек и порест среден слой и твърда сърцевина. Стъбла от ратан с различна дебелина традиционно се използват за производство на мебели в Югоизточна Азия, главно в Малайзия, Индонезия и Филипините. Мебелите от ратан съчетават екологичност, комфорт и красота.
При производството на продукти кората се отстранява от стъблата на ратан, след което обелените стъбла се калибрират за диаметър (стандартните размери на ратан обикновено са кратни на половин инч). След обработка с пара ратанът се огъва лесно, след което, когато се изсуши, запазва всяка зададена форма, придобивайки твърдост и по-голяма здравина. От по-дебелите стебла се изработват носещите части на мебелната конструкция, по-тънките се нарязват на ивици за оплитане на фуги, краища и ъгли. Готовите продукти се лакират или парафинират.

### Пръчки и тояги
Поради своята еластичност ратановите стъбла поглъщат ударите по-добре от обикновените дървени стъбла, заради което се използват при изработката на бастуни, тупалки за килими, барабанни пръчки за ударни инструменти, както и оръжия за бойни изкуства (боджуцу, арнис, ескрима, кали и др.).
Закаленият на огън ратан обикновено се използва за изработка на дръжки на филипинските копия, известни като сибат. Те са били използвани за лов, риболов или по време на война. Дръжките от ратан обикновено са сложно орнаментирани с резби и метални инкрустации.
Тънките бастуни от ратан бяха стандартното средство за училищно телесно наказание в Англия и Уелс и все още се използват за тази цел в училищата в Малайзия, Сингапур и няколко африкански страни. Обичайният максимален брой удари беше шест, традиционно наричан „шест от най-добрите“. Подобни бастуни се използват за военни наказания във въоръжените сили на Сингапур. По-тежки бастуни, също от ратан, се използват за съдебни телесни наказания в Ачех, Бруней, Малайзия и Сингапур.

### Облекло
Традиционно жените от етническата група Wemale на остров Серам в Индонезия носят колани от ратан около кръста си.

### Чанти
Напоследък стана много популярно сред жените и младите момичета да носят чанти от ратан.